# Arco Eoliano
L'arco Eoliano è un arco insulare localizzato nella scarpata continentale del fondale oceanico del Tirreno meridionale, su una crosta continentale dello spessore di 15-20 km. 
L'arco Eoliano è formato dalle sette isole Eolie, tutte di origine vulcanica (Alicudi, Filicudi, Salina, Lipari, Vulcano, Panarea e Stromboli con il vicino Strombolicchio), e da varie montagne sottomarine, anch'esse di origine vulcanica (Glauco, Sisifo, Prometeo, Enarete, Eolo, Lametini, Alcione, Glabro, Palinuro, Magnaghi e Marsili), che costituiscono una struttura di forma approssimativamente anulare. 
L'ipotesi comunemente accettata correla il magmatismo eoliano alla subduzione, ancora in atto, della litosfera oceanica Ionica al di sotto dell'Arco calabro. Le isole Eolie sono infatti situate all'interno dell'Arco Calabro, sulla scarpata continentale calabrese e siciliana che procede, verso Nord-Ovest, fino al fondale tirrenico. Un profondo e ripido (70-80°) piano di Benioff a nord-ovest è stato riconosciuto sotto l'arco calabro in base alla distribuzione dei terremoti con ipocentro intermedio (quelli, cioè, che avvengono fra i 70 e 300 km di profondità) e profondo (oltre cioè i 300 km di profondità). La sismicità profonda è limitata alla branca orientale dell'arco, mentre è assente al di sotto delle isole occidentali e la scarpata Tindari-Letojanni-Malta divide i due diversi regimi tettonici. 
L'età di queste strutture varia da 1,3 Ma (datazione del basalto di Sisifo) fino ai nostri giorni. Eruzioni vulcaniche sono state registrate in epoca storica a Lipari, un'attività vulcanica sottomarina è stata registrata nei pressi di Panarea nel biennio 2003-2004, mentre Vulcano e Stromboli sono vulcani ancora in attività. Le rimanenti isole sono formate da magma composito (lava, duomi, depositi piroclastici, ecc.). La composizione delle rocce vulcaniche mostra un'evoluzione attraverso le tipiche quattro fasi di magmi degli ambienti orogenici: tholeiiti, magmi calcalcalini, magmi calcalcalini con elevato contenuto di potassio, e infine magmi shoshonitici.